# Mob City
Mob City is een Amerikaanse televisieserie die gecreëerd werd door regisseur Frank Darabont. De reeks ging op 4 december 2013 in première op de Amerikaanse zender TNT. Mob City speelt zich af in het Los Angeles van de jaren 1940. De reeks is gebaseerd het non-fictie boek L.A. Noir: The Struggle for the Soul of America's Most Seductive City van schrijver John Buntin en is opgebouwd uit zowel historische als fictieve personages en verhaallijnen.

## Verhaal
In het Los Angeles van de jaren 1940 gaat de Los Angeles Police Department (LAPD) van Chief William H. Parker de strijd aan met de onderwereld, waar gangsters Mickey Cohen en Benjamin "Bugsy" Siegel de touwtjes in handen hebben. Joe Teague is een politieagent die gevangen zit tussen twee vuren wanneer hij door de komiek Hecky Nash gevraagd wordt om een gangster te chanteren.

## Rolverdeling
- Jon Bernthal – Joe Teague

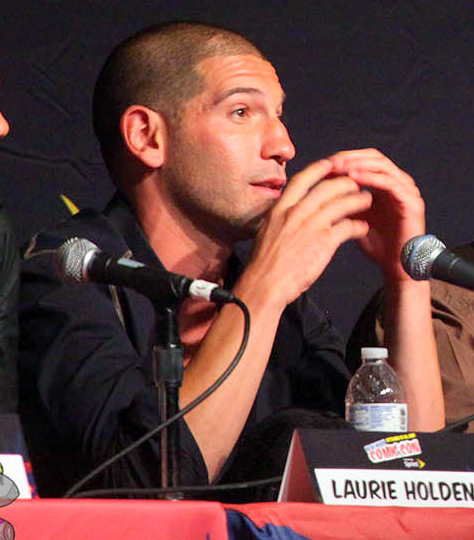
Hoofdrolspeler Jon Bernthal.

- Neal McDonough – William H. Parker
- Jeremy Luke – Mickey Cohen
- Milo Ventimiglia – Ned Stax
- Alexa Davalos – Jasmine
- Jeffrey DeMunn – Hal Morrison
- Edward Burns – Bugsy Siegel
- Robert Knepper – Sid Rothman
- Jeremy Strong – Mike Hendry
- Mekia Cox – Anya
- Ernie Hudson – Bunny
- Ron Rifkin – Fletcher Bowron
- Simon Pegg – Hecky Nash
- Patrick Fischler – Meyer Lansky

Opmerking: Zowel bedenker Frank Darabont als een deel van de cast werkte in het verleden mee aan de serie The Walking Dead.

## Productie
Het televisieproject werd in januari 2012 aangekondigd onder de titel L.A. Noir. Regisseur Frank Darabont ontwikkelde de serie in dienst van zender TNT. Hij verklaarde dat hij fictieve personages aan de serie had toegevoegd om de reeks, die gebaseerd werd op het non-fictie boek L.A. Noir: The Struggle for the Soul of America's Most Seductive City, niet op een docudrama te laten lijken. In oktober 2012 werd de serie opgepikt voor zes afleveringen. In januari 2013 werd de titel veranderd in Lost Angels omdat de originele titel kon verward worden met het gelijknamige videospel L.A. Noire. In augustus 2013 werd de titel definitief veranderd in Mob City.

## Event series
Tijdens de promotie van de reeks werd Mob City omgedoopt tot een event series (Nederlands: evenementreeks). Omdat de eerste zes afleveringen op relatief korte tijd (twee weken) werden uitgezonden, beschouwde zender TNT de serie als een evenement. Series van deze omvang worden doorgaans wekelijks uitgezonden.

## Afleveringen
| Seizoen 1 | Seizoen 1                | Seizoen 1      | Seizoen 1                             | Seizoen 1        |
| #         | Titel                    | Regie          | Scenario                              | Uitzenddatum VS  |
| --------- | ------------------------ | -------------- | ------------------------------------- | ---------------- |
| 1         | "A Guy Walks Into a Bar" | Frank Darabont | Frank Darabont                        | 4 december 2013  |
| 2         | "Reason to Kill a Man"   | Frank Darabont | Frank Darabont                        | 4 december 2013  |
| 3         | "Red Light"              | Frank Darabont | Michael Sloane                        | 11 december 2013 |
| 4         | "His Banana Majesty"     | Guy Ferland    | David J. Schow                        | 11 december 2013 |
| 5         | "Oxpecker"               | Guy Ferland    | David Leslie Johnson                  | 18 december 2013 |
| 6         | "Stay Down"              | Frank Darabont | Frank Darabont & David Leslie Johnson | 18 december 2013 |